# Chevrolet Colorado
Chevrolet Colorado — середньорозмірні пікапи, що випускаються компанією Chevrolet з 2004 року, які замінили Chevrolet S-10.

## Перше покоління (2003-2012)

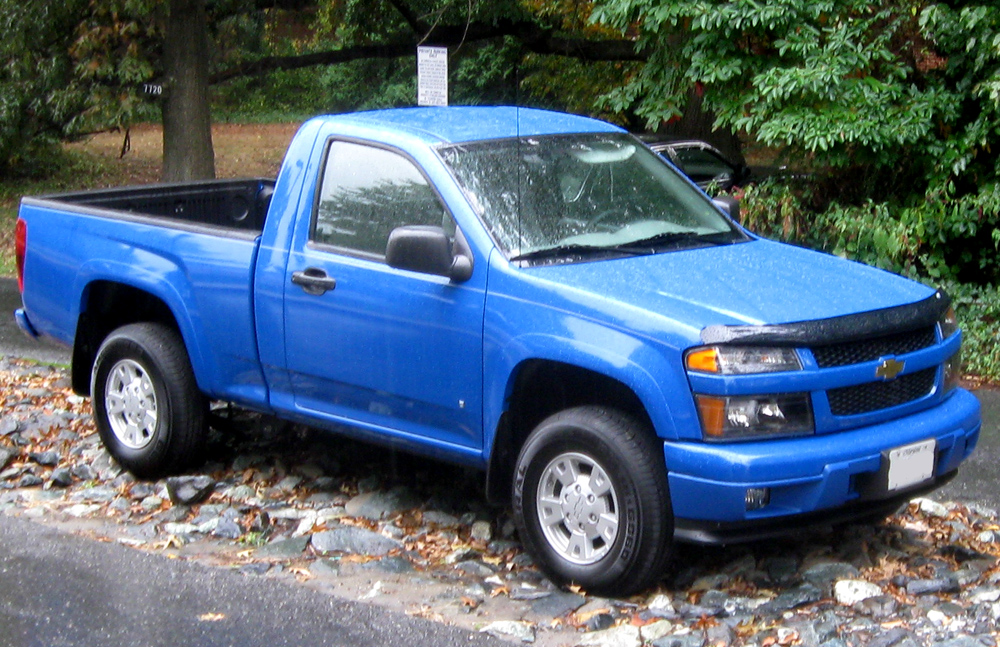
Chevrolet Colorado regular cab

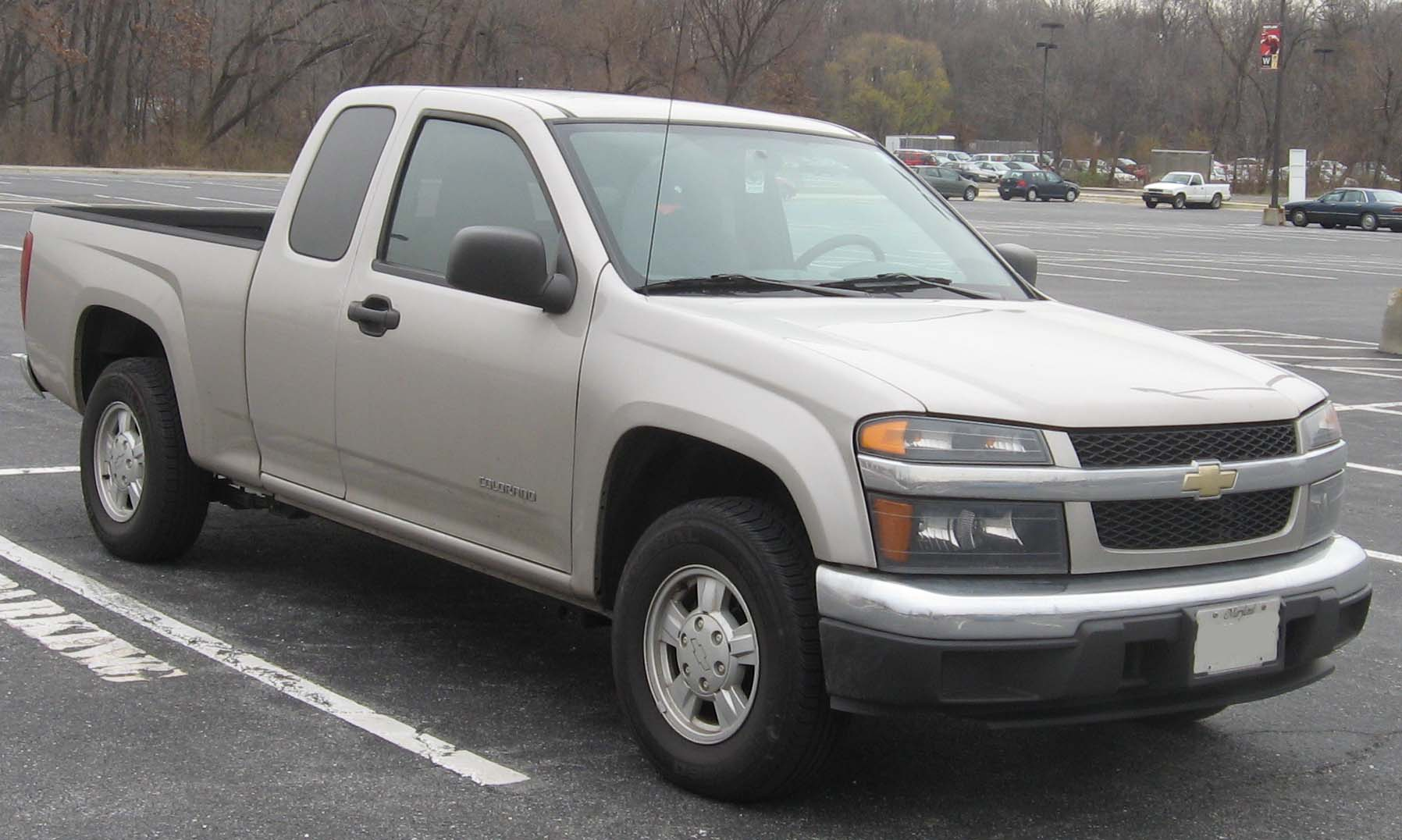
Chevrolet Colorado extra cab

Ці рамні автомобілі пропонують у трьох виконаннях кабіни з двома варіантами колісної бази і приводом на всі чи тільки задні колеса. Стандартним практично для всіх машин серії є 4-циліндровий двигун Vortec 2800 (2,8 л, 175 к.с.). За замовленням встановлять рядний 5-циліндровий двигун Vortec 3500 (3,5 л, 220 к.с.). Обидва силові агрегати бензинові з системою розподіленого послідовного упорскування палива. Вони мають по два розподільних вали, причому вал приводу випускних клапанів обладнаний системою регулювання фаз газорозподілу. Коробка передач - 5-ступінчаста механічна або 4-ступінчаста автоматична. Передня підвіска незалежна з гвинтовими пружинами або торсіонними (для варіантів 4х4), задня - залежна з напівеліптичними ресорами. Гальмівна система з гідроприводом і вакуумним підсилювачем, передні колісні механізми дискові. Довжина кузова зі звичайною і подовженою кабіною становить 1,55 м, з подвійною - 1,85 м. Вантажопідйомність в залежності від виконань - 670-960 кг.

### Двигуни
- 2.5 L 4JK1 turbo diesel I4 116 к.с.
- 2.8 L LK5 I4 176 к.с.
- 2.9 L LLV I4 185 к.с.
- 3.0 L 4JJ1 turbo diesel I4 146/163 к.с.
- 3.5 L L52 I5 220 к.с.
- 3.7 L LLR I5 242 к.с.
- 5.3 L LH8 V8 300 к.с.

## Друге покоління  (RG; з 2011)

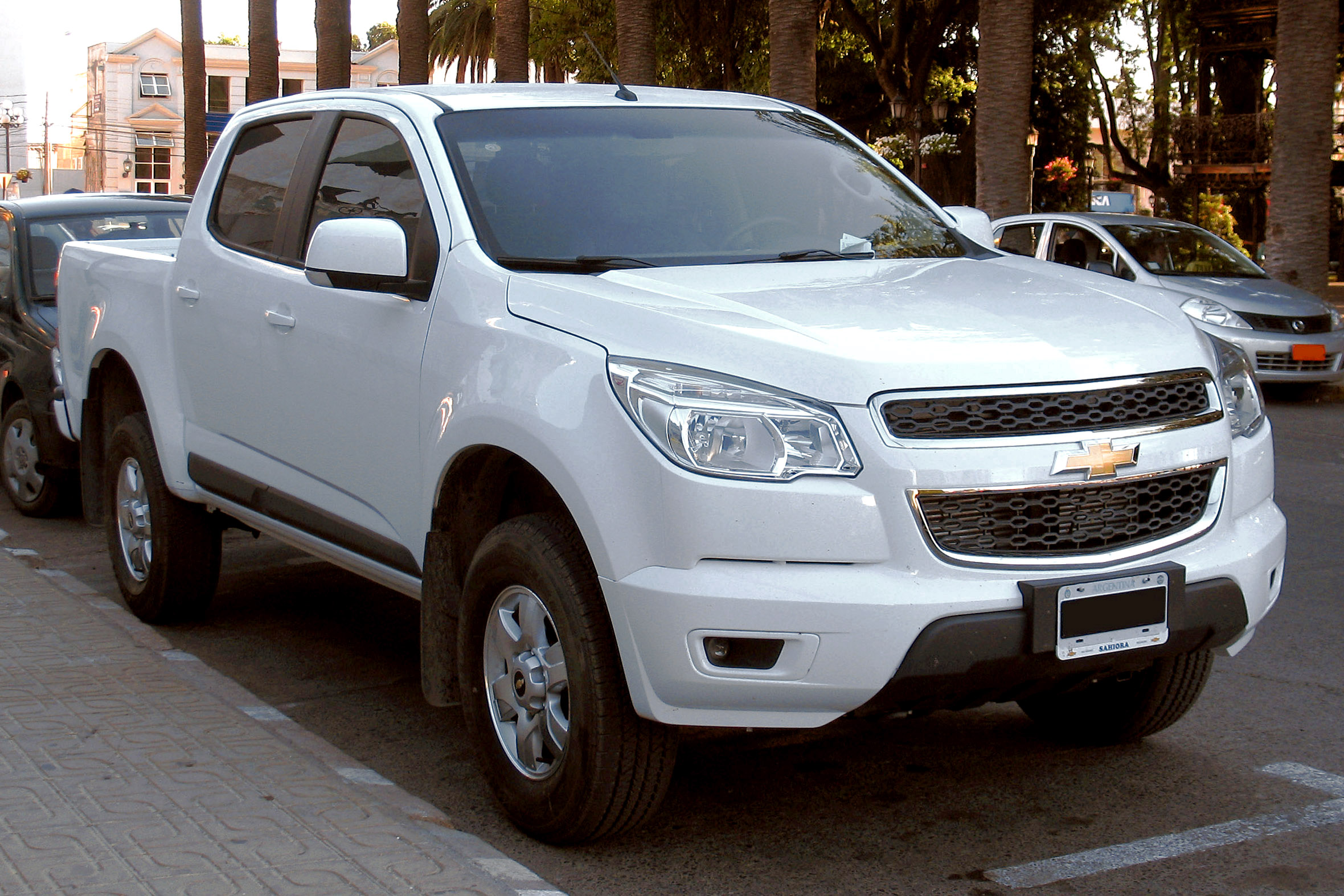
Chevrolet Colorado ІІ (2011-2018)

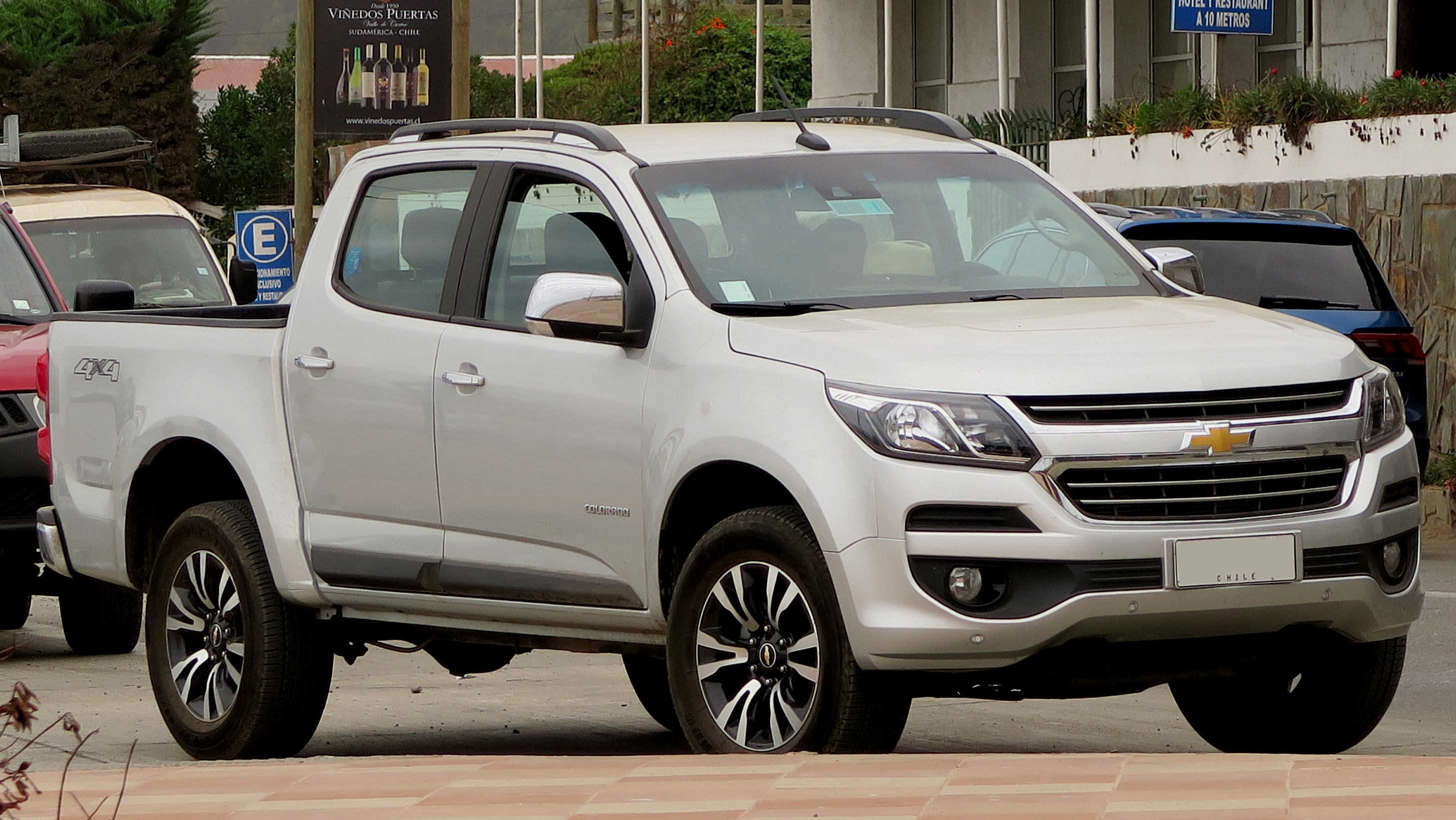
Chevrolet Colorado ІІ (з 2018)

Друге покоління Колорадо було показано в 2011 році на автосалоні в Бангкоку.
Автомобіль продається в Бразилії під назвою Chevrolet S-10. Пікапи комплектується бензиновим 2.4 л Flexpower Р4 і дизельними 2.5 л Duramax Р4 163 к.с. (380 Нм) та 2.8 л Duramax Р4	200 к.с. (441 Нм).
Пікап доступний у п’яти комплектаціях: Base, WT, LT, Z71 і ZR2. Базова версія Colorado поставляється з 200-сильним 2.5-літровим чотирьохциліндровим двигуном. Colorado Base доступна лише з заднім приводом. Для комфортного та безпечного водіння пікап обладнаний камерою заднього виду, системою «Teen Driver», інформаційно-розважальною системою Infotainment 3 з 7.0-дюймовим сенсорним екраном, Bluetooth, двома USB портами, Apple CarPlay, Android Auto і аудіо на 6 динаміків.
У 2021 році виробник переглянув комплектації Colorado та освіжив зовнішній вигляд пікапу. Замість логотипу на задній панелі з'явився напис "Chevrolet". 

### Для ринку США

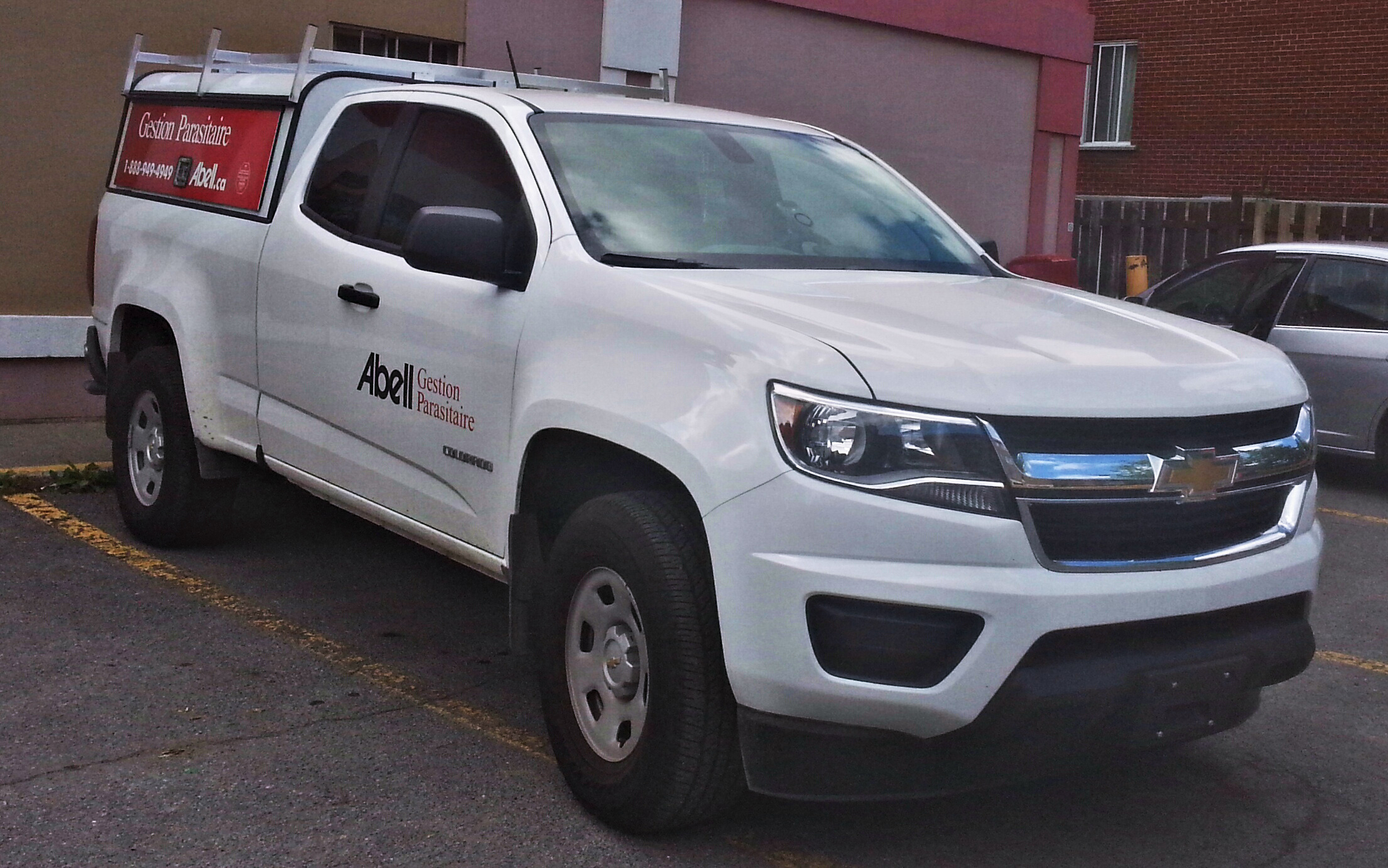
Chevrolet Colorado ІІ extended cab

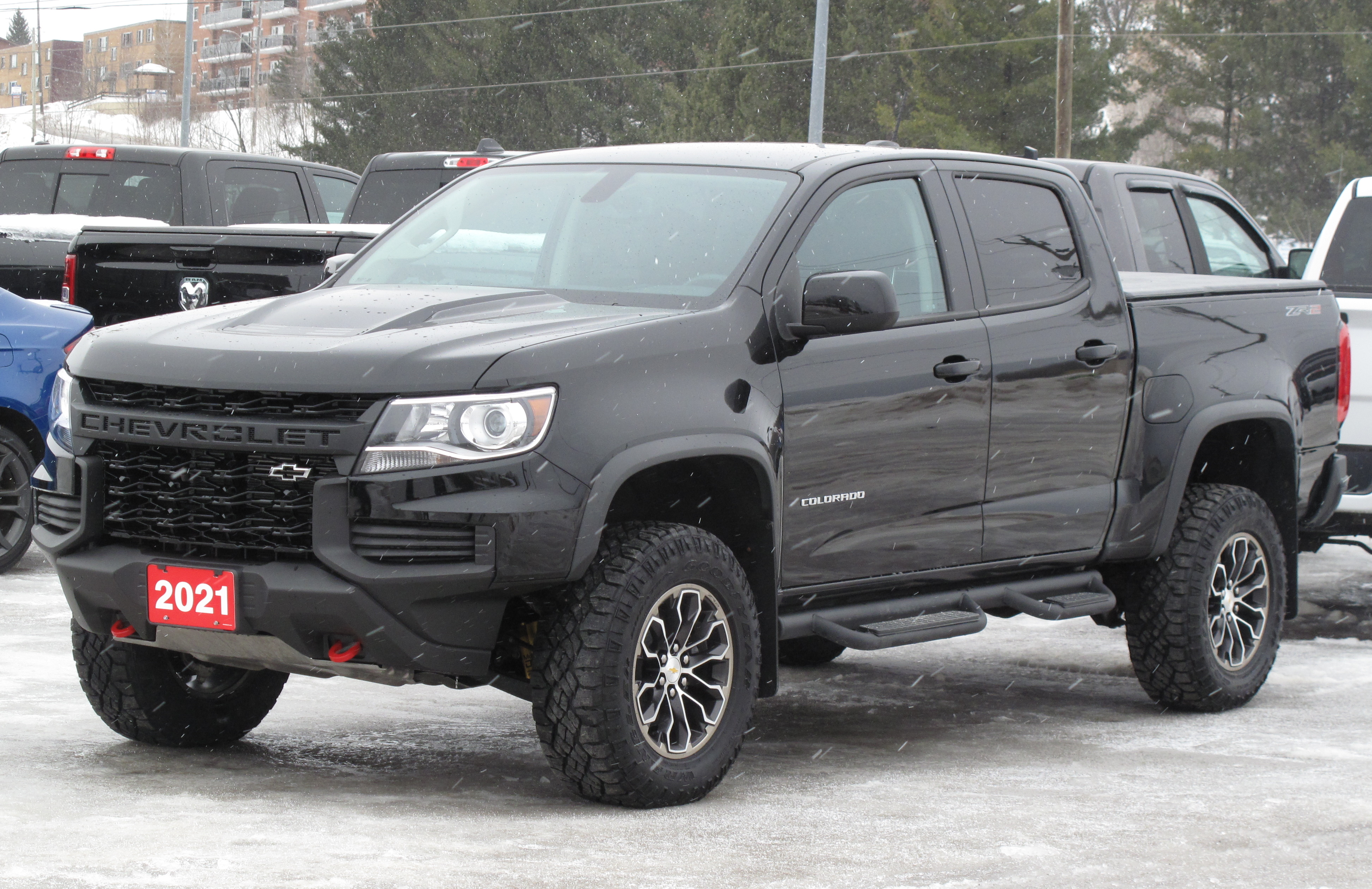
Chevrolet Colorado ZR2

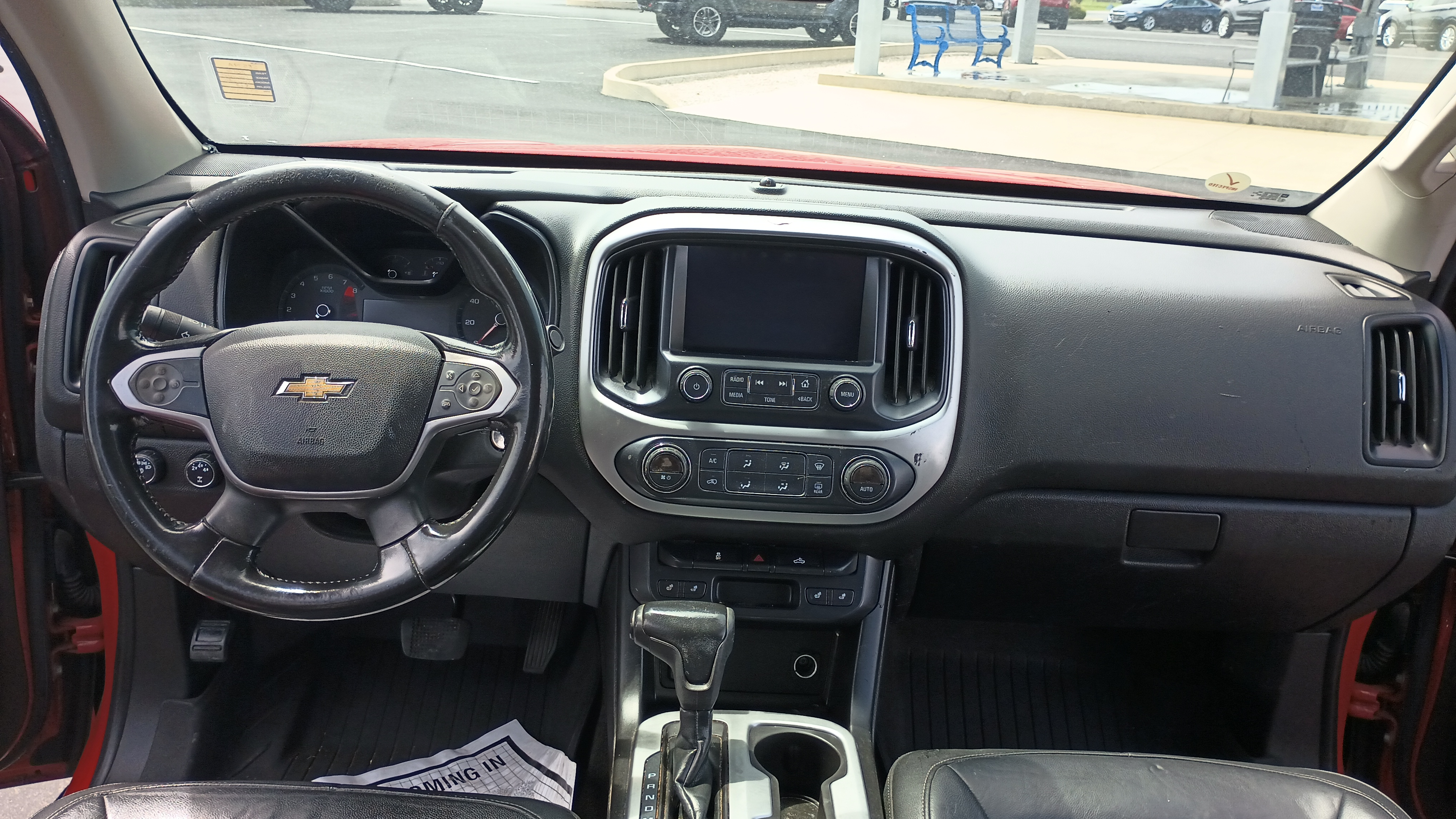

На автосалоні в Лос-Анджелесі в листопаді 2013 року представлене друге покоління Chevrolet Colorado для ринку Пн. Америки. Автомобіль комплектується бензиновим 2.5 л Ecotec (LCV) Р4 потужністю 193 к.с. (249 Нм) і 3.6 л High Feature (LFX) V6 потужністю 305 к.с. (366 Нм).
Існує і більш позашляхова модифікація Chevrolet Colorado ZR2 Bison – результат співпраці з компанією American Expedition Vehicles (AEV). Він оснащений сталевим бампером AEV з протитуманними фарами та пластиною для встановлення лебідки, величезними крилами, сталевими полозами, 17-дюймовими колесами, 31 дюймовими покришками Goodyear та двигуном 3.6 л V6. Він також оснащений амортизаторами Multimatic з дистанційним керуванням, диференціалами, що блокуються з обох сторін, чавунними важелями управління, 2-дюймовим ліфтом і колією на 3,5 дюйма ширше, ніж у ZR2.

### Двигуни
- 2.4 L Flexpower I4
- 2.5 L Ecotec (LCV) I4 200 к.с.
- 2.5 L Duramax I4 (XLD25/LP2) turbodiesel 164/180 к.с.
- 2.8 L Duramax (LWN) I4 turbodiesel 181-197 к.с.
- 3.6 L High Feature engine (LFX/LGZ) V6 304/308 к.с.

## Третє покоління  (з 2023)

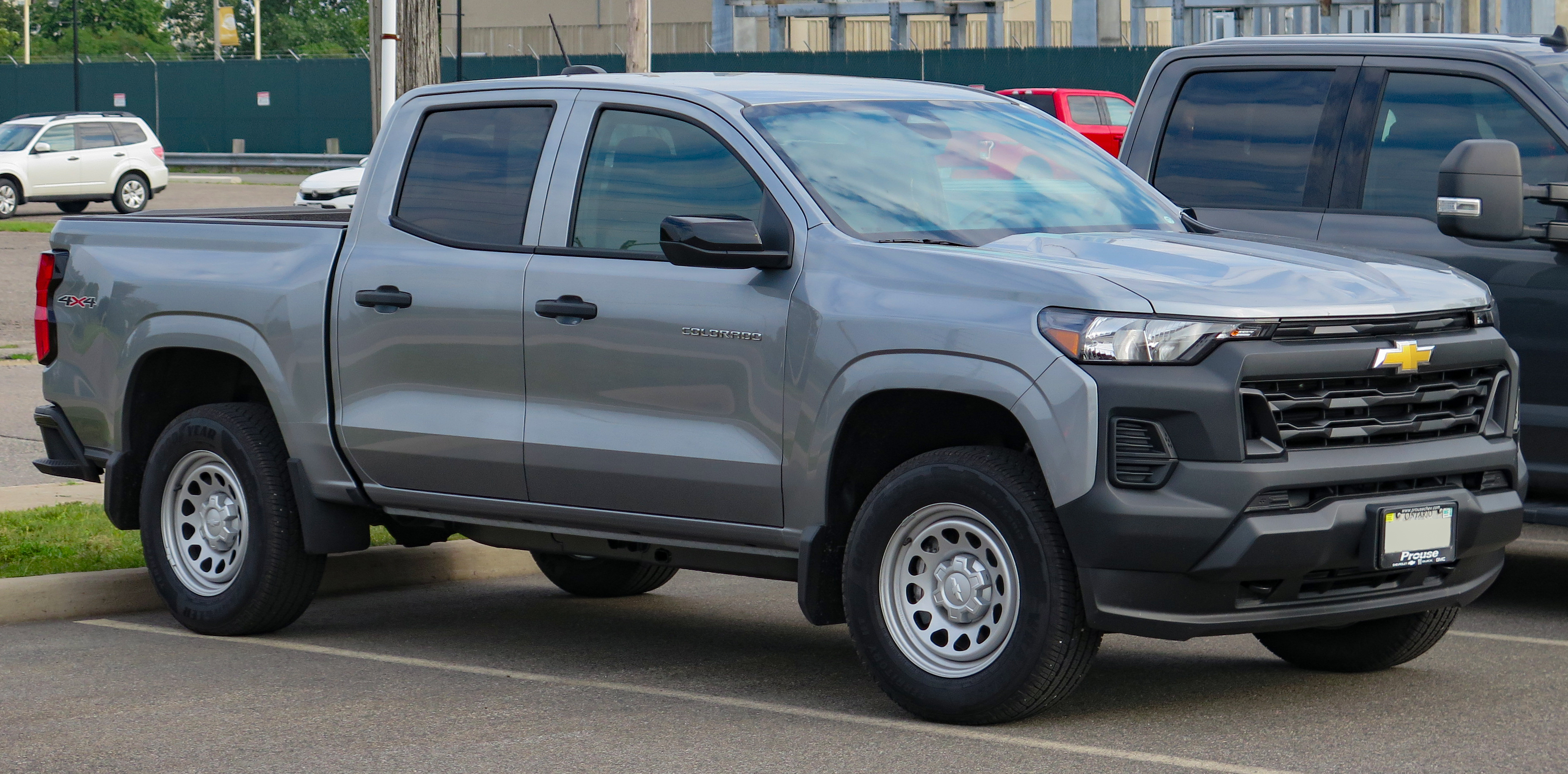
Chevrolet Colorado ІІІ

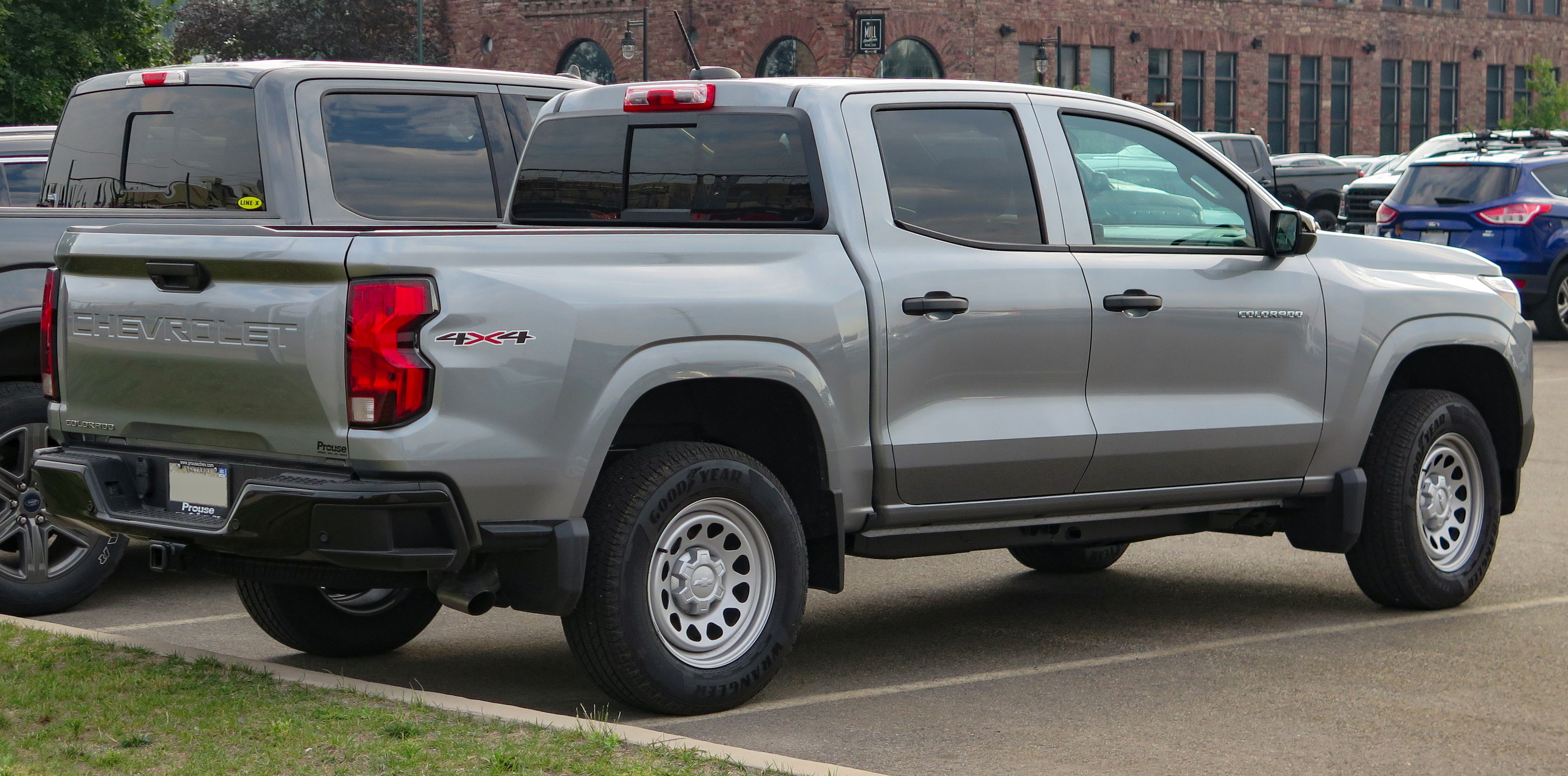

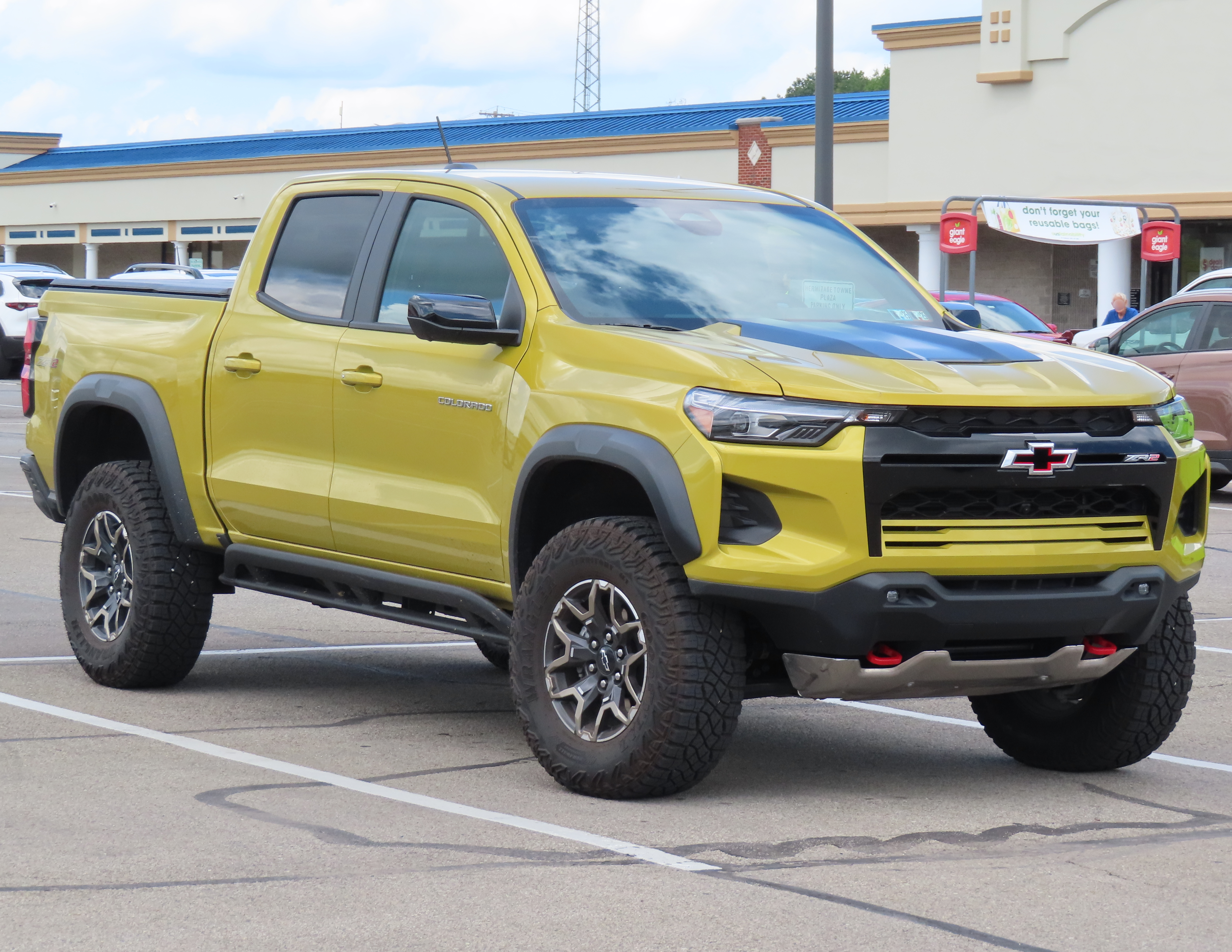
Chevrolet Colorado ZR2

1 серпня 2022 року дебютувало третє покоління Colorado, на ринок автомобіль потрапить в першій половині 2023 року. Автомобіль збудовано на платформі GMT 31XX-2.
У 2024 році Chevrolet представив позашляховий варіант Colorado ZR2 Bison.

### Двигуни
- 2.7 л L3B Turbo І4 241 к.с. 353 Нм
- 2.7 л L3B Turbo І4 315 к.с. 525 Нм
- 2.7 л L3B Turbo І4 315 к.с. 583 Нм

## Продажі в США
| Рік  | Colorado | GMC Canyon | Всього  |
| ---- | -------- | ---------- | ------- |
| 2004 | 117,475  | 27,193     | 144,668 |
| 2005 | 128,359  | 34,845     | 163,204 |
| 2006 | 93,876   | 23,979     | 117,855 |
| 2007 | 75,716   | 20,888     | 96,604  |
| 2008 | 54,346   | 14,974     | 69,320  |
| 2009 | 32,413   | 10,107     | 42,520  |
| 2010 | 24,642   | 7,992      | 32,634  |
| 2011 | 31,026   | 9,590      | 40,616  |
| 2012 | 36,840   | 31,026     | 67,866  |
| 2013 | 3,412    | 929        | 4,341   |